# Melitulias parallela
Melitulias parallela är en fjärilsart som beskrevs av Louis Beethoven Prout 1940. Melitulias parallela ingår i släktet Melitulias och familjen mätare. Inga underarter finns listade i Catalogue of Life.